# Josefin Nilsson
Josefin Nilsson, folkbokförd Monica Emma Josefina Nilsson, född 22 mars 1969 i Alvare i Närs församling på Gotland, död 29 februari 2016 i Väskinde distrikt på Gotland, var en svensk sångerska och skådespelare. Nilsson var med och bildade sånggruppen Ainbusk. Hon hade huvudrollen i filmen Adam & Eva (1997) och rollen som Svetlana i den svenska versionen av musikalen Chess på Cirkus i Stockholm (2002).

## Biografi

### Tidiga år, Ainbusk, solo
Josefin Nilsson växte upp på föräldrarnas gård. Hennes far Allan Nilsson var en lokalt väletablerad revyartist och hon var tidigt med i hans revyer samt deltog i talangtävlingar. Tillsammans med sin äldre syster Marie Nilsson Lind och två flickor i granngårdarna, Annelie Roswall och Birgitta Jakobsson, grundade hon Ainbusk Singers år 1983. Gruppen bytte senare namn till Ainbusk och fick snabbt stora framgångar. Bland annat vann man den nationella tävlingen Talang-84 på Chinateatern år 1984.
Hon flyttade till Stockholm som 16-åring och gick musiklinjen på Södra Latin. Samtidigt uppträdde hon med Ainbusk Singers med showerna Händerna på täcket (1985) och Tabu (1987). Benny Andersson såg gruppen i TV-programmet Lörda' hos Larssons 1988 och tog kontakt för att i första hand knyta Josefin Nilsson till sitt skivbolag Mono Music. Detta ledde till ett samarbete med hela gruppen Ainbusk och senare inspelningar med Josefin Nilsson som soloartist. Hon valde att göra det på engelska och 23 mars 1993 gav hon ut sitt debutalbum Shapes. Andersson producerade skivan och skrev musik och text tillsammans med Björn Ulvaeus.

### Film, teater, Melodifestival
Nilsson gjorde debut som filmskådespelare med ena titelrollen i Måns Herngren och Hannes Holms film Adam & Eva (1997), som följdes upp med filmen Det blir aldrig som man tänkt sig (2000).
När musikalen Chess sattes upp i Sverige för första gången gjorde Nilsson rollen som Svetlana Sergievskaja med premiär på Cirkus 23 februari 2002. År 2005 tävlade hon i Melodifestivalen med bidraget "Med hjärtats egna ord" och 2008 som medlem i Ainbusk med bidraget Jag saknar dig ibland.

### Senare år
Därefter bröt hon med artistlivet i Stockholm och flyttade till Gotland. Hon levde med smärta i ryggen och mådde psykiskt dåligt efter bland annat misslyckade operationer och en destruktiv relation med en man. Det tog sex år innan hon och systern ställde sig på en scen igen. Då gjorde de det tillsammans i en föreställning som de kallade Systrarna Sisters; pjäsen hade premiär i februari 2015 och spelades hela våren på Länsteatern på Gotland. Föreställningen var humoristisk och glad, men även självutlämnande, och den tog bland annat upp systerns depressioner och hennes eget förhållande som slutade med misshandelsdom och stark ångest. Föreställningen gjordes i samarbete med Benny Andersson. Året efter, 2016, repeterade systrarna åter föreställningen med tanke på att sätta upp den i Stockholm.

### Död
Josefin Nilsson avled 2016, 46 år gammal, och enligt systern Marie Nilsson Lind var det till följd av hjärtsvikt, mycket dåliga värden och en plågad kropp i kombination med smärtstillande, förskriven medicin vars styrka och verkan Nilsson missbedömde. I en intervju med Dagens Nyheter tre år senare uppgav Nilsson Lind att dödsorsaken enligt obduktionsrapporten var självmord.

### SVT-dokumentär
Josefin Nilsson hade börjat skriva på en självbiografi, i första hand för att hon ville berätta om hur hon i ett förhållande i mitten av 1990-talet misshandlades grovt och hotades av sin partner. Några år efter hennes död tog systern Marie Nilsson Lind upp projektet. Sveriges Televisions kulturprogram K special gjorde en entimmesdokumentär, Josefin Nilsson – Älska mig för den jag är. Dokumentären tar avstamp i det självbiografiska materialet med misshandeln och hur det påverkade Josefin Nilsson efteråt som röd tråd. Den visades först på SVT Play fredagen 22 mars 2019 och blev snabbt det mest sedda TV-programmet någonsin där. Medieprofilen Cissi Wallin skapade hashtaggen #brinnförjosefin med en ljusmanifestation som satte fokus på den misshandlande mannen och våld i nära relationer. Systern gav våren 2020 ut den självbiografiska boken Josas bok: min berättelse. I samband med releasefesten hyllades Josefin Nilsson på Rival i Stockholm och samlingsalbumet Josefin gavs ut.

## Priser och utmärkelser
- 1992 – Ulla Billquist-stipendiet
- 2003 – Gotlands kommuns kulturpris, tillsammans med hela gruppen Ainbusk [22]
- 2015 – Gösta Lyttkens musikstipendium till Marie och Josefin Nilsson[23]

## Diskografi

### Album
- 1993 – Shapes
- 2020 – Josefin, postumt utgiven samlingsskiva, soloframträdanden samt med Ainbusk och Systrarna Sisters.

### Singlar
- 1993 – "Heaven and Hell"
- 1993 – "High Hopes and Heartaches"
- 1993 – "Where the Whales Have Ceased to Sing"
- 1993 – "Surprise, Surprise"
- 2005 – "Med hjärtats egna ord"
- 2008 – "Jag saknar dig ibland" (med Ainbusk)

## Filmografi
- 1996 – Juloratoriet
- 1997 – Adam & Eva
- 2000 – Det blir aldrig som man tänkt sig
- 2002 – Chess på svenska